# Chicago Cubs
A Chicago Cubs egy amerikai baseballcsapat, egyike a két chicagói profi baseballcsapatnak. Székhelyük Lakeviewban, Chicago északi részén van. A Major League Baseballban, a Nemzeti Liga Középső csoportjában játszanak. A Cubs az egyike legrégebbi Major League baseballcsapatoknak és a legrégebbi csapat amelyik soha nem költözött másik városba. Több mérkőzést játszottak mint bármely másik Major League klub. A Cubs az első csapat, amely meg tudta védeni bajnoki címét (1907–1908), és ők lettek a legelső csoportbajnokok a Nemzeti Liga történetében még White Stockings néven (1876).
Pályájuk 1916 óta a csapat korábbi tulajdonosáról, a rágógumi mágnásról elnevezett Wrigley Field. Tulajdonosa a milliárdos Ricketts család.

## Története

### A kezdetek

#### White Stockings (Fehér Harisnyások) (1870–1889)
Eredetileg amatőr csapatként indult tíz évvel a polgárháború befejezése után, de az 1869-es szezonban a Cincinnati Red Stockings elsöprő fölénye arra késztette a többi csapatot, hogy ők is áttérjenek a profi, azaz a fizetett játékosok alkalmazására. 1871-ben megalakították az első professzionális ligát National Association (Nemzeti Szövetség) néven.
Sok csapathoz hasonlóan a chicagói csapat is választott magának színt. Ez a fehér lett, innen ered a nevük is.
A liga fennállásának első évében a csapat közel állt a bajnoki címhez, de a nagy chicagói tűzvész elpusztította a pályát, a mezeket és a felszerelést is. Ennek ellenére is sikerült a második helyen végezniük, de a katasztrófa visszavetette a csapatot, és a következő két évben nem is tudtak részt venni a bajnokságban.
Az 1875-ös szezon során Al Spalding a Boston sztárdobója titkos megállapodást kötött a White Stockings-szal.
A Chicagói csapat tulajdonosa William Hulbert rábeszélte őt, és négy másik játékost a White Stockinghoz való csatlakozásra, hogy megtörje a Boston Red Stockings egyeduralmát. Deacon White, Ross Barnes és Cal McVey a Boston Red Stockings-ból, illetve Adrian "Cap" Anson a Philadelphia Athletics csapatából jött el.
Hulbert látta, hogy a liga nem megfelelően működik, ezért arra a következtetésre jutott, hogy létre kell hozni egy jobban működő ligát, amit Nemzeti Liga (National League of Professional Baseball Clubs) néven, 8 csapat részvételével 1876-ban meg is alapítottak.
Az 1876-os év új korszakot nyitott a Chicagói baseball történetében.
A csapat első menedzsere a sztárdobó Albert "Al" Spalding, a későbbi híres sportszergyártó cég alapítója volt.
A Chicago White Stockings első profi mérkőzését 1876. április 25-én játszotta, melyen 4-0-ra győzte le a Louisville Grays csapatát.
A chicagóiak a szezont fölényesen nyerték, 52 győzelemmel és 14 vereséggel zárva az évadot, ami egyben a Nemzeti Liga első bajnoki címének elhódítását jelentette.
Az 1878-as évadot követően Al Spalding felhagyott a játékkal és a csapat menedzselésével, hogy sportfelszereléssel foglalkozó cégét irányítsa, de mint tulajdonos továbbra is fontos szerepet játszott a csapat és a liga életében.
Majd 1879-ben megkezdődött a White Stockings menetelése a Hall of Fame játékos-edző Cap Anson vezetésével, aki kora legjobb játékosa volt, és 20 teljes évadon keresztül irányította a csapatot.
Az 1880-tól 1886-ig terjedő időszakban öt bajnoki címet szereztek, kiérdemelve a dinasztia címet.
A korszak játékosa:
- Cap Anson 1879–1897

#### Colts (1890–1897)
A csapat 1890-es évben új nevet kapott, de az első két jó szereplést hozó évadot már nem követte több. Ez a sikertelenség vezetett a kiöregedett Anson lecseréléséhez 1897 végén, és egy újabb névváltáshoz.
De mielőtt Anson visszavonult volna, történelmet írt. Ő lett az első játékos, aki pályafutása alatt elérte a mágikus teljesítménynek számító 3000 ütést. Habár többen vitatják ezt a tényt, de az MLB hivatalosan elismeri.

#### Orphans (Árvák) (1898–1901)
a.k.a. Remnants (úgyis mint Maradékok)
A fiatalítás jelszavát lobogójukra tűzve az újabb név alatt négy szinte említést sem érdemlő szezont abszolváltak, de történt valami ami meghatározta a csapat jövőjét.
Leszerződtették Frank Chance-t, aki Ansonhoz hasonlóan szintén kora legjobb játékosává nőtte ki magát.

### Cubs

#### Az arany évek – "Tinker to Evers to Chance" (1902–1913)
A Frank Selee edző vezetésével történő csapat fiatalításra irányuló törekvésekre felfigyelve, egy helyi újság a Cubs (macik) becenevet ragasztotta a csapatra. Ez hamar megragadt a köztudatban és a csapat hivatalosan is felvette a Cubs nevet.
Az 1903-as szezonban megkezdődött a Cubs aranykorszaka, Joe Tinker (ss), Johnny Evers (2b), és Frank Chance (1b) nevével fémjelzett, minden idők egyik legdominánsabb belső védelmének vezetésével.
Chance az 1905-ös szezon közben átvette a csapat irányítását a betegeskedő Seele-től. Vezetésével a Cubs 530 mérkőzést nyer 235 vereséggel szemben, négy Nemzeti Liga bajnoki címet és két World Series címet szerez a rákövetkező 5 évben.
Az 1906-os szezont a mai napig fennálló, rekordot jelentő 116 győzelemmel zárták.
De meg kell említeni a csapat szinte üthetetlen dobóit, Mordecai "Three-Finger" Brown (26-6, 1.04), Jack Pfeister (20-8, 1.56), Ed Reulbach (19-4, 1.65) Carl Lundgren (17-6, 2.21) és Orvall Overall (12-3, 1.88), akik szintén mai napig fennálló rekorddal (legalacsonyabb csapat ERA) járultak hozzá a csapat eddig példa nélkül álló mágikus szezonjához. A nagydöntőben meglepetésre kikaptak ugyan a helyi rivális White Sox csapatától, de a rákövetkező két szezonban már bajnokok lettek a Ty Cobb vezérelte Detroit Tigers csapatát győzve le mindkét alkalommal.
Említést érdemel az a tény, hogy 1908-ban a Cubs egy furcsa incidensnek köszönhette hogy egyáltalán megnyerték a Nemzeti Liga bajnoki címet. Fred Merkle, a mérkőzést látszólag a New York Giants javára eldöntő ütésnél, nem kísérelte meg, hogy elérje a második bázist, ami miatt a győztes pont érvénytelenítve lett. A pályára beözönlő ünneplő nézők miatt a mérkőzést nem lehetett folytatni, így a liga úgy döntött, hogy a mérkőzést újra kell játszani, amit a Cubs nyert meg, ezzel épphogy kiharcolva az első helyet a Giants előtt.
Néhány szakértő úgy véli, hogy ha a csapat kiváló elkapója Johnny Kling nem hagyta volna ki az 1909-es szezont akkor a csapat öt egymást követő nagydöntőt játszott volna. A rákövetkező évben Kling visszatért, és a 104 győzelemmel zárt alapszakasz után ismét World Series-ig jutott a Cubs, ahol a csak a fiatal feltörekvő Philadelphia Athletics tudta őket megállítani 5 mérkőzésen.
Ugyan még két évig a Chance irányította csapat jól szerepel, de ezt követően már nem nyernek több címet, és Evers idegösszeomlása, majd Frank Chance lemondása egy éra végét jelentik.
De fennmaradt a Franklin P. Adams verséből a mai napig használt "Tinker to Evers to Chance" kifejezés, melynek mai jelentése nagyjából: jól olajozott gép amely tökéletesen működik.
These are the saddest of possible words:
"Tinker to Evers to Chance."
Trio of bear cubs, and fleeter than birds,
Tinker and Evers and Chance.
Ruthlessly pricking our gonfalon bubble,
Making a Giant hit into a double--
Words that are heavy with nothing but trouble:
"Tinker to Evers to Chance."
A korszak játékosa
- Frank Chance 1898–1912
- Mordecai Brown 1904–1912

#### A sikertelenség kezdete (1914–1927)
Ebben az időszakban a csapat elindult a lejtőn lefelé. 14 év alatt 6 edző váltás történt, ami nem csoda figyelembe véve a katasztrofális szereplést.
De két, a csapat jövőjét befolyásoló esemény is történt a pályán kívül.
1916-ban, miután a Federal League összeomlott, egy Charles Weeghman vezette befektető csoport megvásárolta és átköltöztette a csapatot Weegham Park-ba, ami azóta is a csapat otthona. A pályát 1920-ban átnevezték Cubs Park-nak, majd 1926-ban nyerte el mostani nevét, mint Wrigley Field.
A másik meghatározó esemény 1921-ben történt. A rágógumi mágnás William Wrigley Jr. megvásárolta a csapatot az időközben többségi jogot szerzett Albert Lesker-től.
Ezalatt a pályán a csapat rettenetesen gyenge szereplése alól egyedül a világháború miatt rövidebbre szabott 1918-as szezon volt a kivétel, amikor is sikerült újra elhódítani a Nemzeti Liga bajnoki címét a teljes Major Liga legjobb eredményével zárva az alapszakaszt. De a nagydöntőben a Boston Red Sox 4:2-re győzte le a Cubs-ot, sztárjátékosuk Babe Ruth vezérletével, aki nemcsak mint ütő, hanem mint dobójátékos is remekelt két meccset is nyerve, ráadásul az egyiket végig dobva nullázta le a Chicago-t.
A következő évben még jól szerepel a csapat de már meg sem közelíti az előző évi teljesítményt.
Ezután a csapat mélyrepülésbe kezd, ami az évtized végig tart.
1922-ben a Cubs újra beírja magát a sportág történetébe. Augusztus 25-én 26:23-ra győzi le a Phillies csapatát ami a Liga történetének legtöbb pontot hozó mérkőzése azóta is.
1925-ben jelentős esemény történik. Április 14-én a WGN Radio, Quin Ryan-nel a mikrofonnál leközvetíti az első Cubs alapszakasz mérkőzést, ami a Cubs 8:2-es győzelmével zárul a Pittsburgh Pirates ellenében.
Az 1926-os szezon után szerződtetik az újonc, a későbbiekben Hírességek Csarnokába választott edzőt Joe McCarthy-t.
1927-ben a stadion bővítésre kerül, amivel a férőhelyek száma eléri a 40 000-et. Ebből adódóan ebben az évben először az össznézőszám eléri az egymilliót.
Külön említést érdemel:
- Zip Zabel aki 1915. június 17-én, 18.1 inninget dobott a 19 inningből mint csere dobó, amit a csapat 4:3-ra nyert a Brooklyn ellen.
- A Cubs és a Reds dobója Hippo Vaughn és Fred Toney 1917. május 2-án, a Liga történetében egyedülálló módon, mindketten 9 inninges no-hittert dobtak ugyanazon a mérkőzésen. A meccset a Reds nyerte 1:0-ra a 10. inningben.
- Jimmy Cooney 1927. május 30-án véghez vitte a baseballban legritkábban előforduló egyedül végrehajtott tripla játékot a Cubs történetében egyedüliként.

A korszak játékosa:
- Grover Cleveland Alexander 1918–1925

#### Az ezüst évek (1928–1945)
William Wrigley pénzével, William Veeck Sr. hozzáértésével, és Joe McCarthy edző tudását kamatoztatva, az újjáépített csapat visszakerül a liga elitjébe.
1928-ban hatalmas küzdelemben ugyan csak a harmadik helyet szerzik meg 91-63-as győzelmi mutatóval, de ez a szezon már előrevetíti, hogy ezzel a csapattal számolni kell.
Hogy megmutassák milyen komolyan is gondolják, az 1929-es évadra megszerzik a kor egyik legjobb játékosának Rogers Hornsby-nak a játékjogát. A pályafutása vége felé járó későbbi Hall of Famer, élete egyik legjobb szezonját produkálva hozzásegíti a Chicago-i csapatot a Nemzeti Liga bajnoki címéhez. Ebben az évben játszik a csapat először nagydöntő sorozatot Wrigley Field-en.
Ezt követően 1930-ban, Hack Wilson minden idők talán legjobb szezonját produkálja. A 191 RBI a mai napig fennálló rekord, miközben ütött 56 Home Runt, és 146-szor pontot szerzett, amit nagyban köszönhetett a 105 sétának és a .356-os ütőátlagnak. Ennek ellenére ebben az évben, csak kettővel kevesebb nyert mérkőzéssel ugyan, de a második helyen végez a csapat.
Ezután a Hack Wilson, Kiki Cuyler, Charlie Grimm, Billy Herman, Gabby Hartnett, Stan Hack, Billy Jurges, Phil Cavarretta, Riggs Stephenson, Lon Warneke, és Bill Lee mag köré épített csapat, három évenként, 1932-ben, 1935-ben és 1938-ban is, bekerül a nagydöntőbe, mint Nemzeti Liga győztes. De a bajnoki címet egyik alkalommal sem tudják megszerezni, köszönhetően leginkább az akkoriban szinte legyőzhetetlen New York Yankees csapatának, akikkel szemben két alkalommal maradnak alul.
Az 1935-ös év az utolsó alkalom, egészen a 2016-os szezonig, hogy az alapszakasz során a Cubs eléri a kiemelkedőnek számító 100 győzelmet.
1937-ben három újítás is történik a pályán, amik Wrigley Field jellegzetességeivé válnak. Bill Veeck (William Veeck Jr.) nevéhez füződik az outfield falára futtatott borostyán, és a mai napig használt kézzel működtetett eredményjelző tábla. Valamint megkezdődik a törzsszurkolók számára minden pénzt megérő 'outfield bleacher' ülések építése.
Miután Charlie Grimm edző 1938-ban átadja a csapat vezetését Gabby Hartnett-nek, az eredmények már nem jönnek. 14 pozitív mérleggel zárt szezon után, 1940-ben a csapat több vereséget gyűjt be mind győzelmet.
Az évekig tartó mélyrepülés 1944 elején Jimmy Wilson edző állásába kerül, miután a csapat 1 győzelmet tud csak felmutatni az első tíz mérkőzésen.
A vezetőség visszahozza edzőnek Charlie Grimm-et, aki ismét fellendíti a csapatot. Ez ugyan nem elég a szezon megmentéséhez, de a csapat átviszi a jó formát az 1945-ös szezonra, mikor ismét elhódítják a Nemzeti Liga bajnoki címét.
A nagydöntő sorozatban azonban Hank Borowy és Claude Passeau dobók fantasztikus teljesítménye sem elegendő a Hank Greenberg-gel és Hal Newhouser-rel felálló Detroit-i Tigrisekkel szemben. A chicago-i Macik utolsó World Series szereplése ebben az évszázadban  4:3-as arányú vereséggel zárul.
A korszak játékosa:
- Hack Wilson 1926–1931
- Gabby Hartnett 1922–1940

#### A sötét korszak (1946–1966)
"It's a beautiful day for a ballgame… Let's play two!" – hangzik Ernie Banks méltán elhíresült mondása. De a sajnos sem a csapatnak sem a szurkolóknak nem telt nagy örömük a mérkőzésekben ebben az időszakban.
AZ 1945-ös döntőbeli vereség egy eddig teljesen új korszakot nyitott a csapat történetében. A kudarc korszakát.
Charlie Grimm ugyan még 1949-ig irányítja a csapatot, de már kevés sikerrel, és az őt követő edzők sem tudnak jó csapatot összekovácsolni annak ellenére hogy kiemelkedő egyéni teljesítményekben azért nincs hiány.
- 1952-ben Hank Sauer 37 HR-nal és 121 RBI-jal a liga élén végez, és kiérdemli az Legértékesebb Játékos címet.
- 1955-ben Sam Jones no-hittert dob ami nem történt meg Cubs játékossal 40 éve.
- 1958-ban és 1959-ben is Ernie Banks kapja a Legértékesebb Játékos címet, a liga történetében elsőként nyerve el egymás utáni években.
- 1960-ban Don Cardwell no-hittert dob
- 1961-ben Billy Williams kiérdemli az Év Újonca címet
- 1962-ben Ken Hubbs nyeri el az Év Újonca címet úgy, hogy 78 mérkőzésen játszik hiba nélkül kettes poszton elnyerve ezzel újoncként az Arany Kesztyűt is, ami addig példa nélküli volt.

De azután az ominózus 1945-ös döntőbeli hetedik mérkőzés után a Cubs szurkolóinak mégis 38 évet kell várniuk hogy újra láthassák kedvenceiket a rájátszásban, és az elkövekező húsz évben csak két alkalommal, 1946-ban és 1963-ban sikerül a csapatnak aszezon során több győzelmet begyűjtenie, mint vereséget.
Az 1948-as év szintén mérföldkő a Cubs történetében. Április 16-án a WGN televízió élőben közvetíti a Cubs – White Sox mérkőzést, amit a White Sox nyer meg 4-1-re.
A kommentátor a később Hírességek Csarnokába választott Jack Brickhouse.
1953-ban kerül a csapathoz a későbbi Mr. Cub, az akkor még csak 22 éves Ernie Banks.
A sorozatos kudarcok hatására a csapattulajdonos P.K. Wrigley, meglepő kísérletbe kezd. 1961 és 1965 között a főedzői munkakört egy edzői kar látja el, de kevés sikerrel. Eltekintve az 1963-as szerepléstől, amikor az Ernie Banks, Billy Williams, Ron Santo, Ken Hubbs, Lou Brock vezette együttes rendkivül szoros küzdelemben ugyan csak a hetedik helyet szerzi meg, de hosszú idő után először pozitív mérleggel zárja a szezont, a csapat még lejjebb süllyed.
És mindezt tetézendő, elkövetnek egy óriási hibát is. Elcserélik Lou Brock-ot a St. Louis-i dobóra, Ernie Broglio-ra. Ez a Cubs történetének talán legrosszabb cseréje, ami még sokáig kísérti a chicagoiakat.
A fényes jövő lehetőségtől megfosztott Cubs játékos Ken Hubbs 1964-es tragikus halála utat nyitott a két fiatal, későbbi aranykesztyűs All Star kettős, Don Kessinger (shortstop) és Glenn Beckert (kettes védő) integrálására a csapatba.
Miután nyilvánvalóvá vált, hogy a többedzős rendszer nem működik, Wrigley úgy dönt, hogy a rendkívül tehetséges fiatal játékosok vezetésére leszerződteti a korábban nagy sikereket elért edzőt, Leo Durocher-t az 1966-os szezon kezdetére.
És ebben az évben megszerzik a Philadelphiából a fiatal dobót Fergie Jenkins-t, Dick Ellsworth és a rendkívül tehetséges újonc Ken Holtzman mellé.
Ugyan a szezont minden idők legrosszabb eredményével (59–103) a Nemzeti Liga utolsó helyén zárják, mégis hosszú idő után először, megvan a csapatban, ami egy sikeres szerepléshez szükséges.
Külön említést érdemel:
- 1965-ben Bob Hendley ellen egyetlen ütésre képes csak a Dodgers csapata, de az elég nekik a győzelemhez mivel Sandy Koufax "perfect game"-et dob.

A korszak játékosa:
- Ernie Banks 1953–1971

#### A sötét korszak vége (1967–1972)
Annak ellenére, hogy a csapat ígéretes volt, a szakértők csak a 9. helyre várták őket az 1967-es szezonban.
De július elejére nyilvánvalóvá vált, hogy ez a csapat komoly erőt képvisel a ligában. 46-29 -es győzelmi mutatóval a liga legjobb eredményét tudták felmutatni, holtversenyben a St. Louis Cardinals csapatával.
Végül ugyan csak a harmadik helyen zárták a szezont 87 győzelemmel és 74 vereséggel, de ez évtizedek óta a legjobb eredménye volt a chicagoi klubnak.
És meg kell említeni, hogy a Cubs szerezte az idényben a legtöbb pontot a ligában, ami nyilvánvalóvá tette, hogy a csapat nagyon erős támasásban. Mégis a dobógárda feljavulása volt a legdrámaibb. Ez legfőképpen a 24 éves Jenkinsnek, valamint a vietnámi háború tartalékos katonai szolgálatát töltő, és emiatt csak 12 mérkőzésen szereplő Ken Holztman-nak volt köszönhető.
A következő szezonban ismét olyasmi történt ami nem volt elmondható az előző húsz évben. Nem zuhant össze a csapat, annak ellenére hogy több kulcsjátékos sem tudta hozni előző évi teljesítményét, és 1945- '46 után először, két egymást követő szezonban pozitív mérleggel zárták az évadot.
Az 1969-es szezon jól indult.
A Randy Hundley (elkapó) Ernie Banks (1b), Glenn Beckert (2b), Don Kessinger (SS), Ron Santo (3b), Billy Williams (of), Jim Hickman (of), Don Young (of), illetve a Ferguson Jenkins, Ken Holtzman, Bill Hands, Dick Selma (kezdődobók) alkotta alakulat az 1969-es szezonban a halhatatlanság felé menetelt.
De végül is, a Cubs szurkolók legnagyobb bánatára, ez a szezon úgy vonult be a történelembe, mint a Cubs legnagyobb összeomlása.
Augusztus elején 71 győzelemmel és 41 vereséggel a Nemzeti Liga első helyén állva, 9½ mérkőzéssel megelőzve a New York Mets csapatát, 98%-os esélye volt a Cubs-nak arra, hogy 1945 után először, újra Nemzeti Liga bajnok legyen.
De míg a "Csodálatos" Mets hihetetlen (41–15) győzelmi sorozatot produkált, a Cubs a szezon hátralevő részét közepes eredménnyel abszolválta, és végül 92 győzelemmel csak a második helyet szerezte meg a Mets mögött.
A következő idényt nagy lendülettel kezdve, a Cubs 12 meccset nyert az első tizenötből.
A csapat nagy sztárja Ernie Banks ugyan már csak árnyéka korábbi önmagának, de az őt első bázison helyettesítő Jim Hickman élete legjobb formáját hozza.
A szezon közben a Cubs megszerezi Atlantából, a gyenge kezdés után kispadra száműzött kétszeres All-Star Milt Pappas-t, az előző idény alatt elcserélt Dick Selma pótlására. Pappas a Cubs színeiben szárnyakat kap, jelentősen erősítve az amúgy sem gyenge dobóalakulatot.
Hickman fantasztikusan jó szezont abszolvál, ennek ellenére a csapat legjobbja Billy Williams, akit az év végi Legértékesebb Játékos választáson csak a Cincinnati játékosa Johnny Bench előzött meg.
Habár a csapat kis szerencsével jobb eredménnyel is zárhatott volna, ismét meg kellett elégedniük a második hellyel.
1971-ben megkezdődött az ígéretes csapat szétesése.
Ernie Banks már egyáltalán nem játszott szerepet az idény során, és az év végén Mr. Cub vissza is vonult.
Hundley kihagyta az egész szezont sérülés miatt. Hickman sokkal gyengébben teljesít, mint az előző évben és Holtzman sem tudta hozni korábbi önmagát.
Egyedül Jenkins és Billy Williams volt fenomenális formában megint. De ők ketten nem voltak elegek ahhoz hogy a csapat harcba tudjon bocsátkozni az első helyért.
A holtszezonban, saját kérésére a csapat elcseréli Ken Holtzman-t Oakland-be.
Az 1972-es szezon hoz még némi reményt a fiatal dobó Burt Hooton személyében, aki a negyedik mérkőzésén no-hittert dob a Philadelphia ellen, viszont látszik hogy az aránylag erős dobógárda mellett már nyoma sincs annak az ütőcsapatnak, amelyik néhány éve még vezette a ligát pontszerzésben.
Ugyan Billy Williams egy újabb fantasztikus szezont követően ismét a második lesz az év végi Legértékesebb Játékos választáson, de ez már kevés.
A szezon végén Leo Durocher edző is elhagyja a csapatot, hosszú időre véget vetve ezzel a chicagoi győzelmi reményeknek.
Külön említést érdemel:
- Billy Williams az első játékos a Nemzeti Ligában aki 1000 mérkőzést játszik kihagyás nélkül.
- Ken Holtzman két no-hittert dob (1969 és 1971)
- Milt Pappas kiejti az első 26 támadót, és egy kiejtésre kerül a Perfect Game-től, ami végül nem sikerül. (1972)

A korszak játékosa:
- Ron Santo 1960–1974
- Ferguson Jenkins 1966–1973

#### Nincs kiút? (1984–2002)
A korszak játékosa:
- Ryne Sandberg 1982–1997
- Sammy Sosa 1992–2004

#### A csodálatos Baker fiúk (2003–2006)
Frissen érkezve a 2002-es nagydöntőből, ahol még a San Franciscó-i csapatot vezette, Dusty Baker nem vesztegette az idejét, hogy valóra váltsa az oly régóta dédelgetett Észak-Chicagói álmokat.
Főként a fiatal dobógárda, Mark Prior, Carlos Zambrano, Kerry Wood és Matt Clement jó teljesítményére támaszkodva a Cubs megnyeri a Központi Csoportot, majd a rájátszás első körében, szoros küzdelemben búcsúztatja a liga legjobbját, az Atlanta Braves-t, ami a csapat első rájátszásbeli sikere 1908 óta. Az ezt követő Conferencia Döntőben 3-1-es előnyhöz jutnak a Florida Marlins ellen, és úgy tűnik 1945 után először, ismét nagydöntőbe jut a Cubs, de következő három mérkőzést, amiből az utolsó kettőt hazai pályán játsszák, elveszítik, búcsút mondva a szebb reményeknek.
A 2004-es szezonra a csapat erősít. Megszerzik az őket búcsúztató és később bajnoki címet szerző Florida Marlins egyes védőjét Derek Lee-t, és visszahozzák a csapathoz a már biztos Hall of Famernek számító Greg Maddux-ot, aki a Cubs-nál kezdte a pályafutását. Illetve szezon közben áthozzák Bostonból az All-Star shortstop-ot Nomar Garciaparra-t. Ezen erősítések ellenére a csapat nem képes jobb teljesítményt nyújtani, mint előző szezonban.
Ennek oka főképp, hogy a két sztárdobó, Mark Prior és Kerry Wood sérülése jelentősen visszaveteti a csapatot. Bár a szezon vége felé már tisztán látszott hogy a csoportgyőzelemre nincs kilátás, de a rájátszásbeli szereplés elérhetőnek tűnt. De egy héttel az alapszakasz vége előtt, a még rájátszást jelentő Wild Card pozícióban lévő csapat, az utolsó héten nyújtott gyenge szerepléssel, elveszítette a rájátszásba jutás lehetőségét, és csak a harmadik helyen zárt a csoportban. Annak ellenére, hogy a chicagoi együttes jóval az elvárások alatt szerepelt, ez az első alkalom, hogy az 1972-es és 1973-as szezon után ismét, két egymást követő szezonban pozitív mérleggel zárták a szezont.
Az általános vélemények alapján egyértelműen többre hivatott csapatot ezután csapások sorozata éri.
A 2004 és 2005 közötti holtszezon legnagyobb eseménye, hogy elcserélik a több, házi HR rekordot is tartó Sammy Sosa-t, a Baltimore-i Jerry Hairston-ra, attól a céltól vezérelve, hogy megszabaduljanak a terhet jelentő 17 millió dolláros kötelezettségtől, illetve a csapatszellem bomlasztó hatástól, amit a kiöregedőfélben lévő játékos jelent.
Sosa hiányát erősen megérezte a csapat, mivel senki nem volt aki pótolni tudta volna az ő teljesítményét. A dobóknál Kerry Wood, illetve a támadásban jelentős szerep betöltésére szánt Garciaparra sérülése jelentősen megnehezítette az amúgy sem könnyű helyzetet. A dobóknál a Prior – Zambrano – Maddux trió erőfeszítése kevésnek bizonyult, illetve a támadásban teljesen magára hagyott Lee – Ramirez duó, fantasztikus teljesítménye ellenére sem volt képes a hátán bevinni a csapatot a rájátszásba.
A mélypontot jelentő 2006-os szezon végleg megpecsételte a szerződése utolsó évét töltő edző, Dusty Baker sorsát. A szinte hihetetlen sérülési hullám, amely megtizedelte a csapatot, nem hagyta ki sem az ütőket, sem a dobókat.
Az amúgy sem túl acélos ütő gárda egy hónappal a szezonkezdés után elveszítette két fő támpillére közül, a védekezésben is évek óta a liga egyik legjobbjának számító Derek Lee-t, illetve a sok sérülés miatt, ligarekordot jelentő, 15 kezdődobót volt kénytelen Baker edző pályára küldeni a szezon során. A Prior, Wood, Maddux, Zambrano négyesből csak Zambrano kerülte el, hogy hosszabb időre sérült listára kerüljön. Nem csoda hát, hogy ilyen körülmények között a csapat 96 vereséget gyűjtve a liga utolsó helyén végzett.

#### A nagy váltás (2007–2014)
A 2007-es szezon során új tulajdonosa lett a csapatot birtokló Tribune Company-nak, de ők nem szándékoznak megtartani a nagy múlttal rendelkező chicagói csapatot, ezért bejelentették eladási szándékukat.
A csapaton belül is komoly változás történt, Dusty Baker-től Lou Piniella vette át a vezetőedzői stafétát, kinek a vezetésével a csapat a csoportja utolsó helyéről az első helyre katapultált. Azért ebben a jó teljesítményben oroszlán szerepe volt annak a 300 millió dollárnak, amit a csapatvezetés játékosbeszerzésre fordított a holtszezonban. Az így megújult csapat ugyan még mindig nem számíthatott Prior és Wood szereplésére, de a csapat ismét bejutott a rájátszásba. A Playoff szereplés viszont csúfos kudarcba fulladt. Az Arizonai csapat három egymást követő meccsen könnyedén söpörte el a Chicagói reményeket.
A 2008-as szezonra készülve, eltérően az előző évi kiköltekezéstől, csak kisebb változtatásokon esett át a csapat, de ez elég volt ahhoz, hogy a liga legerősebb támadóalakulatává lépjen elő.
A dobógárdában történt változások közül fontos megemlíteni az évek óta sérülésekkel bajlódó Mark Prior év eleji távozását a csapattól.
A szintén sokat sérült Kerry Wood kezdődobóból befejeződobó lett, míg a korábbi befejeződobó Ryan Dempster átvette Kerry Wood helyét, mint kezdődobó. A Cubs rotáció: Carlos Zambrano, Ted Lilly, Ryan Dempster, Jason Marquis és Sean Gallagher a liga legerősebb dobógárdájává avanzsált.
A várakozásoknak megfelelve, a chicagói gárda ismét megszerezte a csoportgyőzelmet. A rájátszásbeli szereplés viszont megint siralmasra sikerült, és így a csapat, a példa nélkül álló, 100. szezonját zárta bajnoki cím nélkül.
A csapat tulajdonosa, a 13 milliárd dolláros adósságba került Tribune Company, nehéz anyagi helyzete miatt csődvédelmet kért, de ez nem befolyásolta a csapat eladását.
Már az előző idény végén megfogalmazódott a 2009-es évre kitűzött legfőbb cél: A tavaszi tábor kezdete előtt be kell fejeződnie a csapat eladásának. A közel kétéves folyamat végére tett pontot, hogy a milliárdos Ricketts család elnyerte az exkluzív tárgyalási jogot, és 2009 októberére sikerült véglegesíteni az eladást.
A Tribune Company 5%-os részesedést megtartott, míg a rekord eladási összeget jelentő 845 millió dollárért, a Ricketts család birtokába került a fennmaradó 95%-os érdekeltség, amely magába foglalja a csapat és a pálya (Wrigley Field) tulajdonjogát, valamint 25%-os részesedést a Comcast Sportsnet nevű körzeti sport tv hálózatból.
Mindeközben a csapat, a mindenki által elvárt címvédésre készült a csoportban, de a jó szezonkezdet után kulcsjátékosok sérülései, és több játékos váratlan formahanyatlása megpecsételte a csapat sorsát, és csak a második helyen végeztek a csoportban.
A következő évben az alapszakasz során a csapat már csupán az 5. helyet szerezte meg a csoportjában, véget vetve a bajnoki reményeknek jó néhány évre. 
Lou Piniella szerződése lejártával a csapatvezetés a teljes újjáépítés mellett döntött. Ez csupán négy évig tartott, de mindeközben a 2012-es szezonban, a csapat a 137 éves fennállása során harmadszor, több mint 100 mérkőzést veszített el egy évadban.
Viszont a 2011-es szezon kezdetén a csapatigazgatói posztra leszerződtették a 85 évig nyeretlen Boston Red Sox csapatának két bajnoki címet is összekovácsoló Theo Epstein-t, ami meghatározó hatással járt a csapat jövőjére nézve.
A korszak játékosa:
- Aramis Ramírez 2003–2011
- Carlos Zambrano 2001–2011

#### A bajnok csapat (2015–)
A 2015-ös szezonra már nagyjából összeállt az Anthony Rizzo és Kris Bryant nevével fémjelzett nagyon fiatal, de nagyon erős ütőcsapat, amit egy nagyon erős dobógárda egészített ki, az újonnan igazolt Jon Lester, és a középszerűből sztárdobóvá avanzsált Jake Arrieta vezetésével.
Ehhez a csapathoz a vezetőség leszerződtette az elérhető legjobb vezetőedzőt Joe Maddon-t.
A csapat 97 győzelmet szerez az alapszakasz során, amivel a harmadik legeredményesebb csapat az egész ligában, de ez csupán a harmadik helyre elegendő a csoportjukban. Viszont ez elég ahhoz, hogy a mostanra a ligánkénti 5 csapatosra emelt rájátszásba bejussanak, ahol a Wild Card mérkőzésen a liga második Pittsburgh csapatát búcsúztatják, majd a liga legjobbját, a St. Louis Cardinals-t győzik le 4 mérkőzésen. A Nemzeti liga döntőjében viszont sima 4-0-s vereséget szenvednek el a New York Mets csapatától.
Ebben az évben Jake Arrieta a csapat történetének 14. no-hitter-ét dobja augusztus 30.-án, majd a szezon során nyújtott kimagasló teljesítményével elnyeri a liga legjobb dobónak járó Cy Young díjat, amit Cubs dobó nem kapott az 1992-es szezonban remeklő Greg Maddux óta, és így ő lesz az 5. Cubs dobójátékos, aki elnyeri ezt a díjat.
Az előző évi NLCS-ben elszenvedett vereség ellenére a fiatal csapatatot a 2016-os szezon kezdetén már a végső győzelemre legesélyesebb csapatként tartják számon.
Ezt az elvárást erősíti meg az a nagyon erős szezonkezdés, amilyet 1984 óta nem produkált csapat. A Cubs az első 30 mérkőzéséből 24-et megnyer, ami az 1907-es szezonkezdés óta a legjobb a Cubs történetében, és nem veszítenek két egymást követő mérkőzést egészen május 11.-ig.
Mindeközben Jake Arrieta április 21.-én újabb No-hitter-t dob, immár a 15.-et a csapat történetében, majd ezt követően, június 27-én Kris Bryant írja be magát a Cubs és a MLB történelemkönyvébe azzal, hogy az MLB történetében elsőként 3 home run-t és 2 duplát üt egy mérkőzésen. Az így elért egy mérkőzésen belüli 16 bázistotál új csapatrekord, és ezzel ő lett minden idők legfiatalabb Cubs játékosa, aki 3 home run-t ütött egy mérkőzésen.
A szezonban Cubs támadó teljesítménye a liga harmadik helyén zár, míg a dobók a legelőkelőbb első helyen végeznek, és a várakozásoknak megfelelően a csapat a szezon végén is vezeti mind a Nemzeti liga, mind pedig az összesített MLB tabellát. 
Az alapszakaszban elért 103 győzelem az ötödik alkalom, hogy a csapat legalább 100 győzelmet ér el, és az első alkalom 1935 óta.
Ezzel a csapat ismételten bejut a rájátszásba, de ezúttal, mint legnagyobb esélyes.
A rájátszás első körében a San Francisco Giants gárdáját búcsúztatják négy nagyon szoros mérkőzésen, majd ezt követően Los Angeles Dodgers csapata sem tudja útját állni a csapat menetelésének, annak ellenére, hogy a Los Angeles-i dobók két mérkőzésen is szerzett pont nélkül küldik haza a Cubs támadóit.
Végül a nagydöntőben, egy 7 mérkőzéses epikus küzdelemben, 108 év várakozás után, a Chicago Cubs megszerzi fennállása 3. bajnoki címét.

### Az Átok
A Chicagói csapatot egy népszerű közhiedelem szerint átok sújtotta.
Ennek az szolgáltatott alapot, hogy a Cubs 100 év alatt sem nyert bajnoki címet, annak ellenére, hogy erre több lehetőségük lett volna, és néha bizony érdekes dolgok történtek a csapat körül amik az emberek fantáziáját beindította.
A történések időrendi sorrendben amik alapot szolgáltattak az átok teória elterjedésehez:
A kiérdemeletlen bajnoki cím
1908-as World Series-ben a Cubs nem is játszhatott volna, ha nincs egy furcsa eset szezon közben. A Cubs a New York Giants ellen játszott, a Giants támadott 2 out-nál, és egy basehitből látszólag bejött a győztes pont, de Fred Merckle egyesről nem futott kettesre, ahogy az akkoriban szokás volt, és a second base bíró outra tette. Így a mérkőzés állása továbbra is döntetlen maradt, és folytatni kellett volna a meccset, de mivel a közönség elözönlötte a pályát, a mérkőzést újra kellett játszani a szezon végén. Ezt a meccset a Cubs nyerte, és ezzel a győzelemmel jutott be a World Series-be. Sokan állítják, hogy ez a ki nem érdemelt bajnoki cím az oka annak, hogy a Cubs nem nyert több bajnok címet.
Billy, a kecske átka (Billy Goat Curse)
1945-ben a Cubs ismét bejutott a fináléba. A negyedik mérkőzésre az összesítésben 2:1-re vezető Chicago otthonában került sor, mikor egy helyi szurkoló, Billy Sianis úgy döntött, magával viszi kecskéjét a meccsre. Meg is vette a jegyeket, egyet saját magának és egyet a kecskéjének. Mivel érvényes jegye volt beengedték, de többen panaszkodtak a kecskére, ezért P.K. Wrigley utasítására távozni kényszerült. De mielőtt elment, haragjában megátkozta a csapatot: "… the Cubs, they ain't gonna win no more". A mérkőzést is, és a Világbajnoki Sorozatot elvesztette a Cubs.
A nagy összomlás
1969-ben a Cubs 156 napon keresztül vezette a Nemzeti ligát, ráadásul augusztus közepére meggyőző volt az előnyük. Szeptember 9-én az akkor második helyen álló New York Mets elleni minisorozat során egy Mets szurkoló egy fekete macskát eresztett be a pályára. A macska körbejárta a Cubs ütéshez készülődő játékosát, Ron Santo-t, majd elszaladt a chicagói kispad előtt. Ezután az eset után a Cubs elképesztő összeomláson ment keresztül, és nem sikerült bekerülniük a nagydöntőbe.
A kecske visszatér
1973-ban Sam Sianis, Billy Sianis unokatestvére, azzal a céllal, hogy az átkot feloldja. Meg is érkeztett a stadionhoz a Socrates nevű kecskével, leszármazottja a korábban kiutasított kecskének, egy Minden megbocsátva táblával a nyakában, de a kecskét nem engedték be. Ezen a napon a Cubs 8 meccsel vezette a csoportját, de ez után az eset után elvesztett 16 meccset a következő 20-ból, és egy újabb vesztes szezont zártak.
Kecske kell a rájátszáshoz is!
Az 1984 -es szezon nyitómeccsére meghívták Sam Sianis-t, hogy hozza el a kecskét. Ebben az évben a Cubs elképesztő menetelés végén hosszú idő után újra bejutott az NL döntőbe, ahol, most már esélyesként, vezetett is 2:0-ra összesítésben a San Diego ellen, a három nyert mérkőzésre játszott sorozatban. De egy valamit elfelejtettek. Meghívni a kecskét a rájátszásra. Nem is jutottak be a nagydöntőbe. Az a tény hogy az utolsó két mérkőzést drámai körülmények között vesztették el, nagyban erősíti a hiedelmet. A negyedik mérkőzésen a 9. Inning alján, minden idők legsikeresebb closerje állt a dombon, hogy a Cubs csapatát a döntőbe juttassa, de Stevey Garvey Home Run-jával mégis nyert a Padres. Ezt követően az ötödik meccsen szintén sokáig vezetett a csapat a liga legértékesebb dobójának köszönhetően, de a biztoskezű védő Leon Durham lábai között átgurult egy könnyű labda, nagyban hozzájárulva az újabb vereséghez.
A Steve Bartman incidens
2003-ban öt out-ra voltak a World Series-től, mikor egy Cubs szurkoló, név szerint Steve Bartman, szinte Moises Alou kesztyűjéből vette ki a labdát, megakadályozva ezzel a védőt hogy kiejtse Luis Castillo-t. Ez után az eset után a Cubs 3:0-s vezetésről kapott ki 8:3-ra, amiben közrejátszott a biztoskezű shortstop Alex S. González két hibája is. A hetedik mérkőzésen még mindig esélyesebb chicagói gárda újra alúlmúlta saját magát, tovább erősítve ezzel az átokba vetett hitet.

## Döntő- és rájátszásbeli szereplések
| Év   | Alapszakasz eredmény | Döntő- és rájátszásbeli eredmények                                                         |
| ---- | -------------------- | ------------------------------------------------------------------------------------------ |
| 1876 | 52-14                | Nemzeti Liga győztes.                                                                      |
| 1880 | 67-17                | Nemzeti Liga győztes.                                                                      |
| 1881 | 56-28                | Nemzeti Liga győztes.                                                                      |
| 1882 | 55-29                | Nemzeti Liga győztes.                                                                      |
| 1885 | 87-25                | Nemzeti Liga győztes.                                                                      |
| 1886 | 90-34                | Nemzeti Liga győztes.                                                                      |
| 1906 | 116-36               | Nemzeti Liga győztes. A World Series-ben a Chicago White Sox győzte le 4-2-re.             |
| 1907 | 107-45               | World Series győztes. A döntőben a Detroit Tigers-t győzte le 4-0-1-re.                    |
| 1908 | 99-55                | World Series győztes. A döntőben a Detroit Tigers-t győzte le 4-1-re.                      |
| 1910 | 104-50               | Nemzeti Liga győztes. A World Series-ben a Philadelphia Athletics győzte le 4-1-re.        |
| 1918 | 84-45                | Nemzeti Liga győztes. A World Series-ben a Boston Red Sox győzte le 4-2-re.                |
| 1929 | 98-54                | Nemzeti Liga győztes. A World Series-ben a Philadelphia Athletics győzte le 4-1-re.        |
| 1932 | 90-64                | Nemzeti Liga győztes. A World Series-ben a New York Yankees győzte le 4-0-ra.              |
| 1935 | 100-54               | Nemzeti Liga győztes. A World Series-ben a Detroit Tigers győzte le 4-2-re.                |
| 1938 | 89-63                | Nemzeti Liga győztes. A World Series-ben a New York Yankees győzte le 4-0-ra.              |
| 1945 | 98-56                | Nemzeti Liga győztes. A World Series-ben a Detroit Tigers győzte le 4-3-ra.                |
| 1984 | 96-65                | Nemzeti Liga második. A Liga Döntőben a San Diego Padres győzte le 3-2-re.                 |
| 1989 | 93-69                | Nemzeti Liga második. A Liga Döntőben a San Francisco Giants győzte le 4-1-re.             |
| 1998 | 90-73                | Nemzeti Liga negyedik, WILD CARD. A Liga Elődöntőben az Atlanta Braves győzte le 3-0-ra.   |
| 2003 | 88-74                | Nemzeti Liga második. A Liga Döntőben a Florida Marlins győzte le 4-3-ra.                  |
| 2007 | 85-77                | Nemzeti Liga Central győztes. A Liga Elődöntőben az Arizona Diamondbacks győzte le 3-0-ra. |
| 2008 | 97-64                | Nemzeti Liga Central győztes. A Liga Elődöntőben a Los Angeles Dodgers győzte le 3-0-ra.   |
| 2015 | 97-65                | Nemzeti Liga harmadik, WILD CARD. A Liga Döntőben a New York Mets győzte le 4-0-ra.        |
| 2016 | 103-58               | World Series győztes. A döntőben a Cleveland Indians-t győzte le 4-3-ra.                   |

## Farmcsapatok
- AAA: Iowa Cubs, Pacific Coast League
- AA: Tennessee Smokies, Southern League
- A-Advanced: Myrtle Beach Pelicans, Carolina League
- A: South Bend Cubs, Midwest League
- Short A: Eugene Emeralds, Northwest League
- Rookie: Arizona League Cubs 1/2, Arizona League
- Rookie: Dominican Summer League Cubs 1/2, Dominican Summer League

## Rekordok
- Chicago Cubs csapat és játékos legjobbak

## Cubs játékosok a Baseball Hírességek Csarnokában
| Nagy részben a Chicago Cubs-ban nyújtott teljesítményük alapján beválasztva - Grover Cleveland Alexander - Cap Anson - Ernie Banks - Mordecai Brown - Frank Chance - John Clarkson - Kiki Cuyler - Johnny Evers - Clark Griffith - Burleigh Grimes - Gabby Hartnett - Billy Herman - Rogers Hornsby - Ferguson Jenkins - King Kelly - Ryne Sandberg - Al Spalding - Bruce Sutter - Joe Tinker - Billy Williams - Hack Wilson |  | Hall of Famer játékosok akik valamilyen formában a Cubs-szal kapcsolatban voltak - Richie Ashburn - Lou Boudreau - Roger Bresnahan - Jack Brickhouse – Ford C. Frick díj - Lou Brock - Harry Caray – Ford C. Frick díj - Andre Dawson - Dizzy Dean - Hugh Duffy - Dennis Eckersley - Jimmie Foxx - Monte Irvin - George Kelly - Ralph Kiner - Chuck Klein - Tony Lazzeri - Freddie Lindstrom - Rabbit Maranville - Robin Roberts - Bill Veeck - Rube Waddell - Hoyt Wilhelm |

## Visszavont mezszámok
- 10 Ron Santo, 3B, 1960–73
- 14 Ernie Banks, SS-1B, 1953–71; Coach 1967–73
- 23 Ryne Sandberg, 2B, 1982–94, 1996–97
- 26 Billy Williams, OF, 1959–74; Coach 1980–82, 1986–87, 1992–2001
- 31 Ferguson Jenkins, P, 1966–73; 1982–1983
- 31 Greg Maddux, P, 1986–92; 2004–2006
- 42 Jackie Robinson (a teljes Major League-ből visszavonták)

## Kiemelkedő Teljesítmények

### MLB Legértékesebb Játékos Díj
- Frank Schulte – 1911
- Rogers Hornsby – 1929
- Gabby Hartnett – 1935
- Phil Cavarretta – 1945
- Hank Sauer – 1952
- Ernie Banks – 1958
- Ernie Banks – 1959
- Ryne Sandberg – 1984
- Andre Dawson – 1987
- Sammy Sosa – 1998

### Cy Young DíjNemzeti Liga
- Fergie Jenkins – 1971
- Bruce Sutter – 1979
- Rick Sutcliffe – 1984
- Greg Maddux – 1992
- Jake Arrieta – 2015

### Év Újonca DíjNemzeti Liga
- Billy Williams – 1961
- Ken Hubbs – 1962
- Jerome Walton – 1989
- Kerry Wood – 1998
- Kris Bryant – 2015

### Év Edzője DíjNemzeti Liga
- Jim Frey – 1984
- Don Zimmer – 1989

### Hank Aaron DíjNemzeti Liga
- Sammy Sosa – 1999

### Roberto Clemente Díj
- Rick Sutcliffe – 1987
- Sammy Sosa – 1998
- Anthony Rizzo – 2017

### No-hitters
- Larry Corcoran – 1880/8/19
- Larry Corcoran – 1882/9/20
- Larry Corcoran – 1884/6/27
- John Clarkson – 1885/7/27
- George Van Haltren – 1888/6/21
- Walter Thornton – 1898/8/21
- Bob Wicker – 1904/6/11
- King Cole – 1910/7/31
- Jimmy Lavender – 1915/8/31
- Hippo Vaughn – 1917/5/2 – Hosszabbításban kikapott. Fred Toney no-hit Cubs.
- Sam Jones – 1955/5/12 – A 9.-ben három séta után K-ra tette a következő három ütőt.
- Don Cardwell – 1960/5/15 – cserét követő debütáló mérkőzése a csapatnál
- Ken Holtzman – 1969/8/19
- Ken Holtzman – 1971/6/3
- Burt Hooton – 1972/4/16
- Milt Pappas – 1972/9/2 – Az egyetlen bázisra jutott játékos a 9. inningben 3-2 után elsétált.
- Carlos Zambrano – 2008/9/14
- Jake Arrieta – 2015/8/30
- Jake Arrieta – 2016/4/21

## Érdekességek
- A csapat a tavaszi edzőtábort az Arizonai Mesa-ban tartja, mint a 12 csapatos Cactus Liga tagja. A mérkőzéseket a HoHoKam Park-ban játsszák.
- A csapatnak nincs hivatalos kabalafigurája
- 7th inning strech

A 7. Inning közepén egy minden alkalomra külön meghívott híresség vezetésével az egész stadion elénekli a "Take Me Out to the Ball Game" c. dalt, azzal a különbséggel hogy az eredeti dalban szereplő "root, root, root for the home team" szakasz helyett "root, root, root, for the Cub-bies" szerepel.
- A Fehér Zászló felhúzása

A Fehér Zászlót nagy kék W betűvel, akkor húzzák fel ha a csapat nyert. Ez a szokás abból ered, hogy korábban az embereknek nem volt lehetőségük megtudni az eredményt, csak a másnapi újságokból, ezért a csapat korábbi tulajdonosa Philip K. Wrigley így tudatta az emberekkel hogy a csapat győzött.
Ez a szokás napjainkra már eredeti szerepe szerint szükségtelen lenne, mégis rendkívüli népszerűségnek örvend.
- A csapat minden egyes győzelme alkalmával a teljes stadion elénekli a Go Cubs Go című dalt. (írta és előadja Steve Goodman):

Baseball season's on the way
Well you better get ready for a brand new day
Hey Chicago what do you say?
The Cubs are gonna win today
They're singing Go Cubs go!
Go Cubs go!
Hey Chicago what do you say?
The Cubs are gonna win today
Go Cubs go!
Go Cubs go!
Hey Chicago what do you say?
The Cubs are gonna win today
They got the power, they got the speed
To be the best in the National League
Well, this is the year and the Cubs are real
So come on down to Wrigley Field
We're singing now Go Cubs go!
Go Cubs go!
Hey Chicago what do you say?
The Cubs are gonna win today
Go Cubs go!
Go Cubs go!
Hey Chicago what do you say?
The Cubs are gonna win today
Baseball time is here again
You can catch it all on WGN
So step your feet and clap your hands
The Chicago Cubs got the greatest fans
Hear them singing now Go Cubs go!
Go Cubs go!
Hey Chicago what do you say?
The Cubs are gonna win today
Go Cubs go!
Go Cubs go!
Hey Chicago what do you say?
The Cubs are gonna win today